# Sv. Nikola (poluotok)
Poluotok sv. Nikole, poluotočić u gradiću Supetru, zapadno od supetarske luke, koju zatvara sa zapada. Pruža se u pravcu od jugozapada ka rta na sjeveroistoku. Na njemu se nalazi mauzolej obitelji Petrinović. Na poluotočiću je također mjesno groblje oko istoimene crkvice. Na sjevernoj strani i dijelom u podmorju su ruševine većeg kasnoantičkog sklopa.
Poluotok je u svezi sa samim početcima gradića Supetra. Na punti sv. Nikole je u starom vijeku bila rimska villa rustica, čiji se ostatci vide i danas. Iz tog vremena su očuvani nalazi na poluotoku (sarkofazi uz crkvu sv. Nikole) te na gradskoj plaži Banju koja je u "korijenu" poluotoka.